# Suction Cup Symphony
«Suction Cup Symphony» (укр. Лікарська симфонія (QTV)/Болісна симфонія (ПлюсПлюс)) ― 6 епізод 6 сезону мультсеріалу «Губка Боб Квадратні Штани», прем'єра якої відбулась 6 березня 2008 року.

## Сюжет
Сквідвард грає на своєму кларнеті. Це чує і Губка Боб, який саджає квіти.
Він бачить, що двоє робітників розміщують плакат. Губка Боб хоче, щоб вони не почули його жахливий спів Сквідварда. Губка Боб починає галасуввати спершу звуками, але робітники на це не звертають уваги. З вікна виглядає і свариться Сквідвард, якому заважають програти концерт. Сквідвард починається сваритися і з робітниками, але вони кажуть, що хтось організовує симфонічний оркестр у Бікіні Боттом. Сквідвард уявляє себе знаменитим…
Кальмар бере перо і хоче почати писати симфонію, але ніяк не може зібратися. Раптом він чує, що стукає молоток. Сквідвард виглядає з вікна і бачить менший плакат «Прослуховування завтра». Сквідвард піднімає паніку. Звідкись з'являються Губка Боб і Патрік, які хочуть допомогти, однак Сквідвард відмовляє і викидує їх з вікна.
Упавши, Патрік каже що він зламав свій зад. Губка Боб дає Патріку пораду,що йому необхідно сходити до лікаря, але морська зірка каже, у нього немає страховку на лікування.
Тим часом Сквідвард продовжує писати симфонію. Він знову чує звуки, які лунають з будинку Губки Боба ― той самотужки намагається «вилікувати» Патріка. Губка Боб міряє артеріальний тиск Патріку, дивиться, чи його друг не хворий на бронхіт чи ангіну, роблять рентген-зніфмок тощо.
Весь цей галас дуже дратує Сквідварда, який ніяк не може нічого придумати. Нарешті, вранці втомлений кальар дописує симфонію. Він вибігає з дому на прослуховування. Маестро переглядає симфонію і, хоча вона трохи незвична, оголошує Сквідварда переможцем.
Ввечері збираються риби, щоб послухають симфонію Сквідварда. Половина симфонії проводиться без проблем, але згодом Губка Боб і Патрік все нищать. Виявляється, що Сквідвард «вписав» всі ті звуки «лікування» у свою симфонію. Врешті решт, жителям це подобається. Наприкінці епізоду голова Сквідварда лускає, через Патріка, який хотів поміряти артеріальний тиск.